# باشگاه والیبال شانگهای
باشگاه والیبال شانگهای (انگلیسی: Shanghai Volleyball Club) یک باشگاه ورزشی است که در شانگهای چین واقع شده‌است.

## نام های باشگاه از گذشته تا کنون
- باشگاه والیبال مردان عصر طلایی شانگهای (2014 تا کنون)
- باشگاه والیبال مردان شانگهای تانگچائو (2010-2014)
- باشگاه والیبال مردان شانگهای دانلوپ (2008-2010)
- باشگاه والیبال مردان شرقی دانلوپ شانگهای (2007-2008)
- باشگاه والیبال مردان شرقی شانگهای (2002-2007)
- باشگاه والیبال مردان کابلی شانگهای (1998-2002)